# Chiesa di Santa Maria Assunta (Noceto)
La chiesa di Santa Maria Assunta, nota anche come pieve di Cella, è un luogo di culto cattolico dalle forme barocche, situato in via Varano 71 a Cella, frazione di Noceto, in provincia e diocesi di Parma; è sede di una parrocchia compresa nella zona pastorale della Pedemontana.

## Storia
Il luogo di culto originario fu edificato in epoca medievale; la Plebem sanctae Mariae de Ceula fu nominata per la prima volta nel 1196 in una bolla del papa Celestino III.
Nel 1230 la plebis de Cellula fu menzionata nel Capitulum seu Rotulus Decimarum della diocesi di Parma; alle sue dipendenze erano poste sette cappelle del circondario.
Nel 1601 la chiesa fu aggregata alla nuova diocesi di Borgo San Donnino.
All'incirca tra il 1630 e il 1650 il tempio fu completamente ricostruito in stile barocco.
Intorno alla metà del XVIII secolo l'edificio fu risistemato e decorato.
Nel 1963 la chiesa fu nuovamente aggregata alla diocesi di Parma.
Tra il 1990 e il 2000 le facciate e la torre campanaria furono sottoposte a lavori di restauro.

## Descrizione

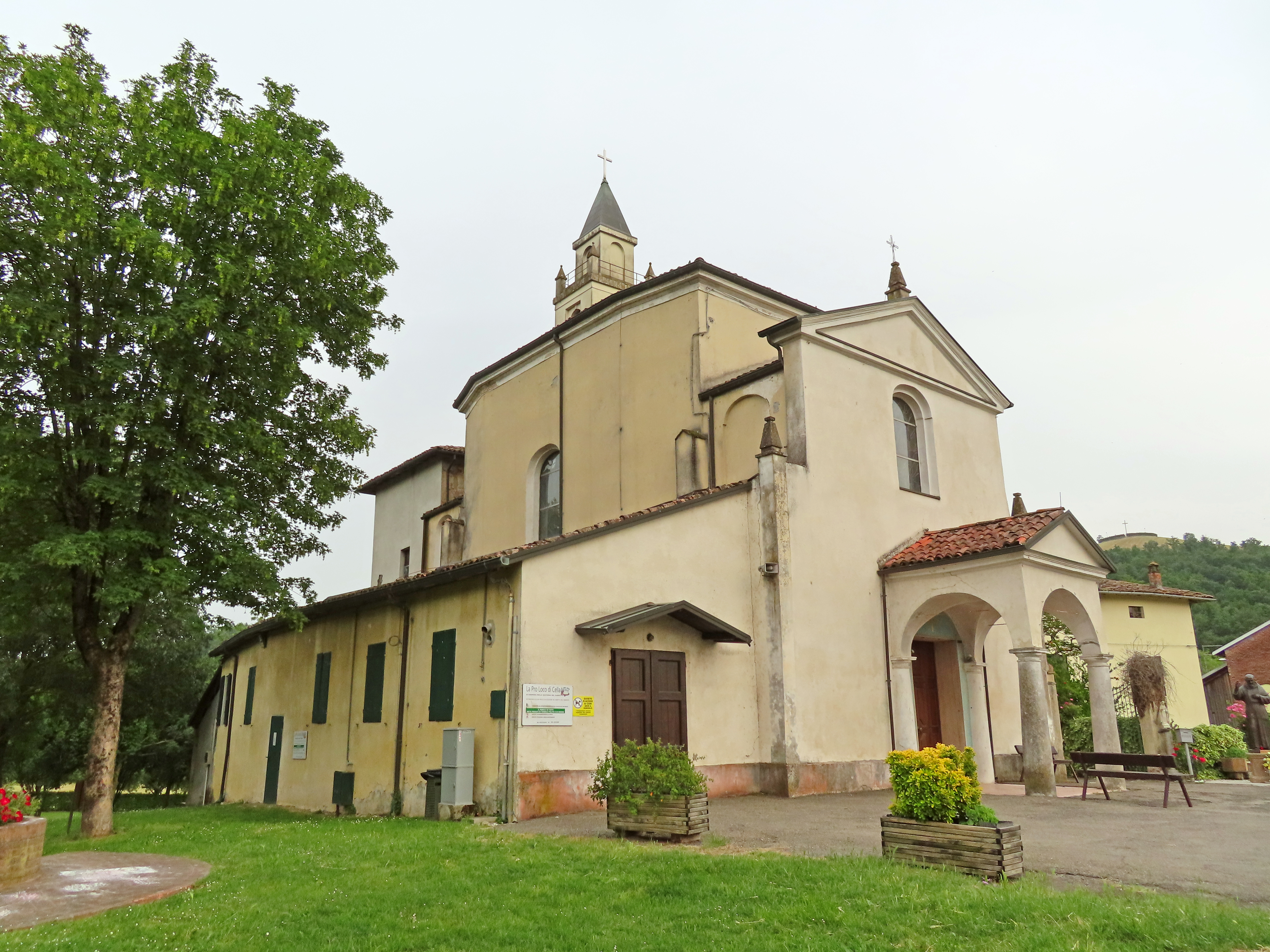
Facciata e lato nord

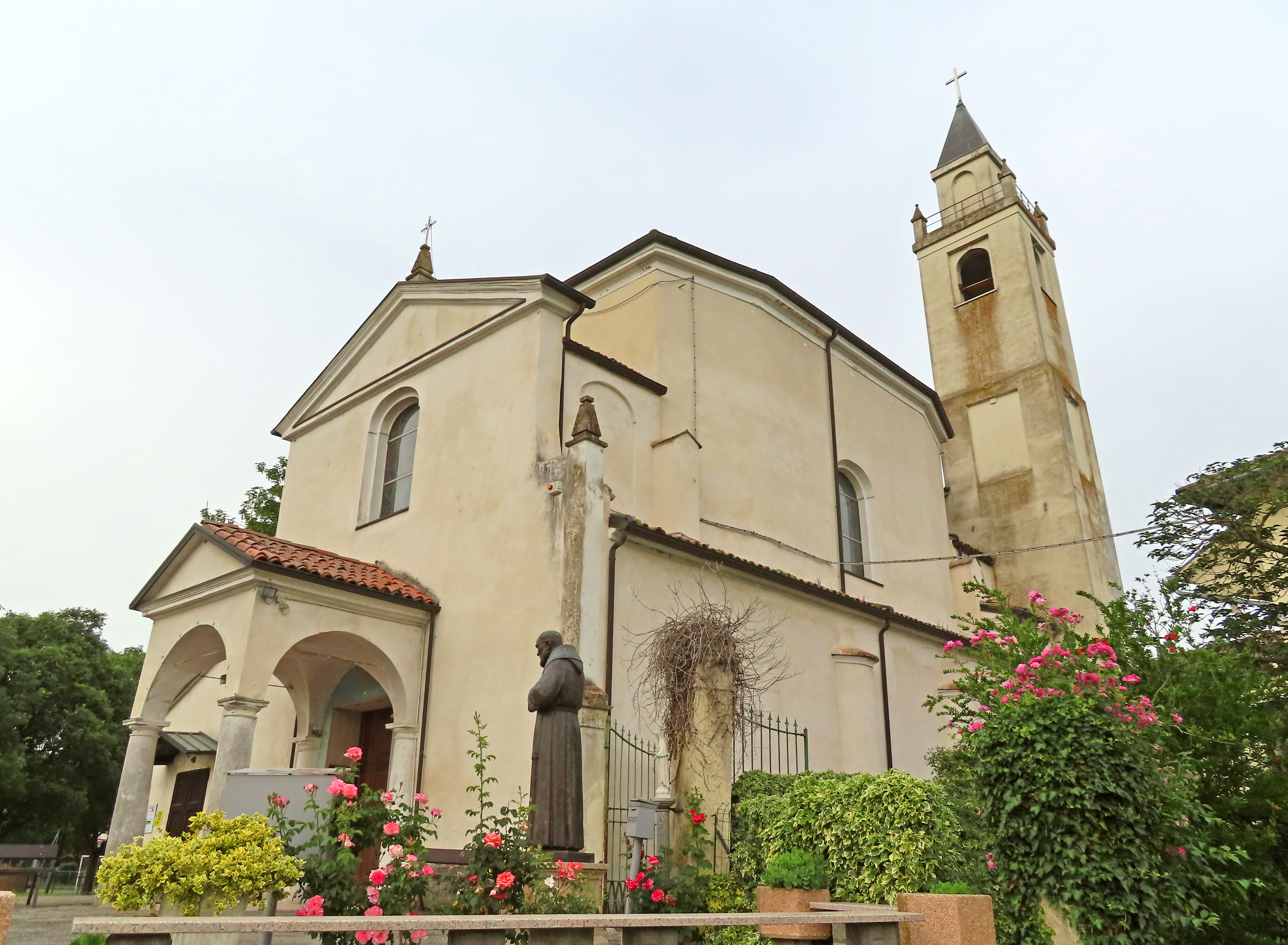
Facciata e lato sud

La chiesa si sviluppa su una pianta centrale ellittica affiancata da tre cappelle per parte, con ingresso a ovest e presbiterio a est.
La simmetrica facciata a salienti, interamente intonacata, è preceduta da un protiro ad arco a tutto sesto retto da quattro colonne doriche in pietra e coronato da frontone triangolare; nel mezzo è collocato il portale d'accesso, mentre in sommità si apre una finestra ad arco a tutto sesto; a coronamento della porzione centrale si staglia un frontone triangolare, con cornice in aggetto; ai lati gli attici sono coronati da due piccole guglie piramidali.

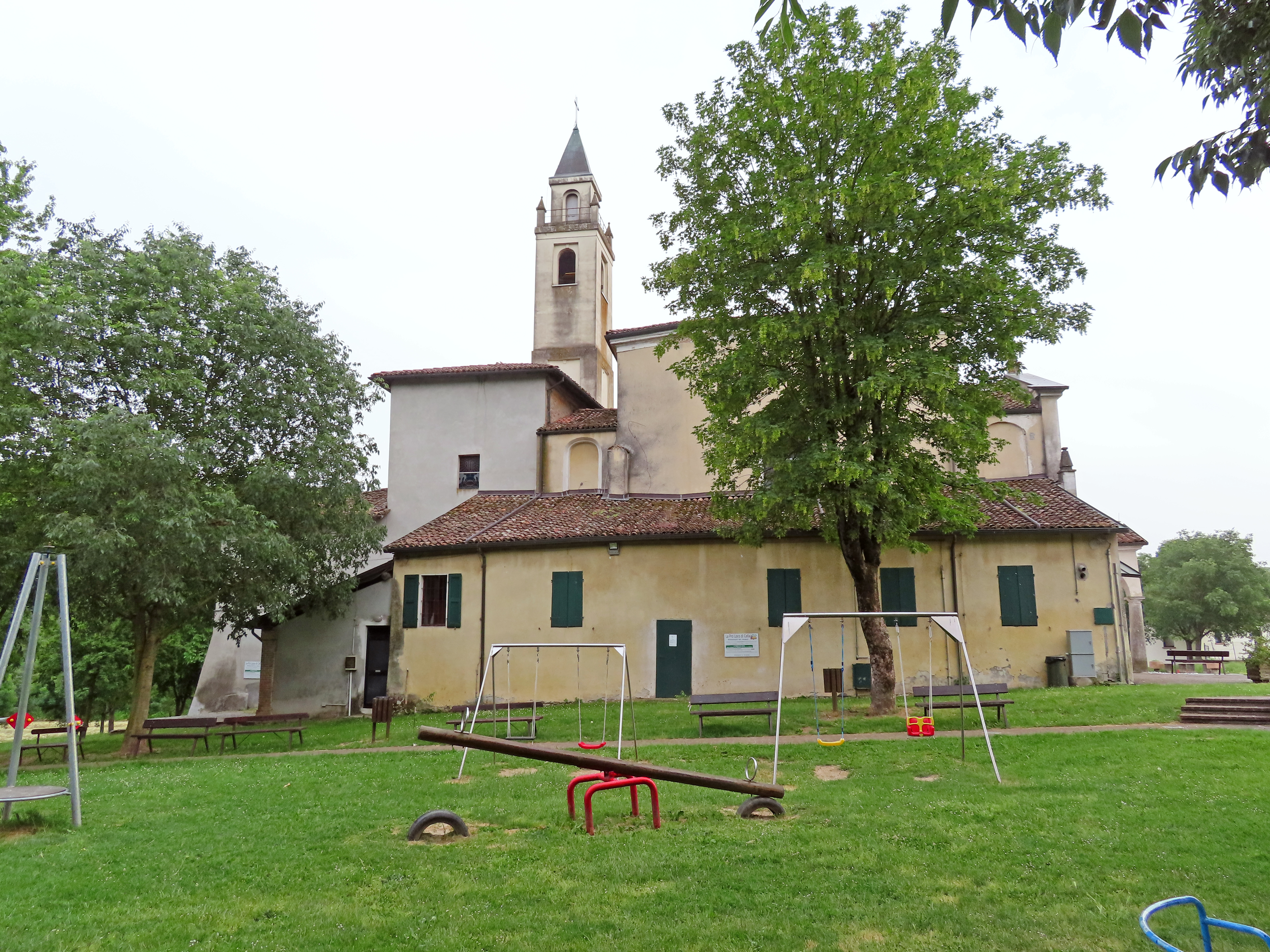
Lato nord

Dal fianco sinistro aggetta il basso volume dei locali parrocchiali; al termine del lato destro, dietro al tamburo che emerge sull'aula, si innalza su due ordini il campanile a base quadrata; la cella campanaria si affaccia sulle quattro fronti attraverso monofore ad arco a tutto sesto; in sommità si eleva, tra quattro piccole guglie piramidali, una lanterna a base quadrata, con quattro finestre, in parte cieche, ad arco a tutto sesto; a coronamento si staglia una guglia piramidale a sostegno di una croce.
All'interno l'aula, coperta da un'elaborata cupola a base ellittica affrescata a motivi geometrici, è affiancata da una serie di lesene coronate da capitelli dorici, a sostegno del cornicione perimetrale modanato in aggetto; ai lati si affacciano attraverso ampie arcate a tutto sesto le cappelle a pianta semicircolare, tra cui l'ultima sulla destra dedicata al copatrono san Lorenzo.
Il presbiterio, lievemente sopraelevato, è preceduto dall'arco trionfale; l'ambiente a base quadrata è chiuso superiormente da una cupola su pennacchi, ornata con affreschi rappresentanti, tra figure geometriche, croci e agnelli pasquali; al centro è situato l'altare maggiore in marmo, sormontato da un'ancona tardo-seicentesca riccamente decorata con putti e cariatidi; al suo interno è collocata una statua lignea raffigurante l'Immacolata Concezione, risalente alla fine del XVIII secolo.